# Halomonas titanicae
A Halomonas titanicae egy gram-negatív halofil proteobaktérium, amelyet az RMS Titanic roncsának vizsgálata közben fedezett fel Cristina Sánchez-Porro. A baktériumot először 2010-ben izolálták a roncsból 1991-ben nyert rozsdából. Henrietta Mann tengerbiológus szerint ennek, és a hozzá hasonló mikrobáknak köszönhetően az 1912-ben elsüllyedt hajó roncsa 2030-ra összeomolhat. Az élőlény veszélyes lehet például az olajfúrótornyok és más, mesterséges vasból készült eszközök számára, de akár fel is lehet használni, hogy felgyorsítsa a lebomlást.
A baktérium ectoint használ, hogy túlélje az erős mélytengeri nyomást.

## Fordítás
Ez a szócikk részben vagy egészben  a   Halomonas titanicae című angol Wikipédia-szócikk ezen változatának fordításán alapul.  Az eredeti cikk szerkesztőit annak laptörténete sorolja fel. Ez a jelzés csupán a megfogalmazás eredetét és a szerzői jogokat jelzi, nem szolgál a cikkben szereplő információk forrásmegjelöléseként.